# Psychoda furcillata
Psychoda furcillata är en tvåvingeart som beskrevs av Quate 1967. Psychoda furcillata ingår i släktet Psychoda och familjen fjärilsmyggor. Inga underarter finns listade i Catalogue of Life.